# Anthophora occidentalis
Anthophora occidentalis es una especie de abeja del género Anthophora, familia Apidae. Fue descrita científicamente por Cresson en 1869.

## Distribución geográfica
Esta especie es nativa de los Estados Unidos, Canadá y México, habita en América Media y del Norte.